# Autoridades unitárias da Inglaterra
Autoridades unitárias da Inglaterra são autoridades locais que são responsáveis pelo fornecimento de todos os serviços de administração local dentro de um distrito. São estabelecidas sob a Lei do Governo Local de 1992, a qual altera a Lei do Governo Local de 1972 para permitir a existência de condados que não têm vários distritos. Estas entidades permitem que cidades de maior dimensão tenham autoridades locais separadas das partes menos urbanizadas dos seus condados, e proporcionem uma única autoridade a pequenos condados a divisão em distritos fosse impraticável. As autoridades unitárias não abrangem toda a Inglaterra. Muitas foram estabelecidas durante a década de 1990 e outras criadas em 2009. As autoridades unitárias têm os poderes e as funções que em outros locais são administrados separadamente pelos conselhos de condados não-metropolitanos e de distritos não-metropolitanos.
| Serviço                    | Condado não-metropolitano | Distrito não-metropolitano | Autoridades unitárias da Inglaterra |
| -------------------------- | ------------------------- | -------------------------- | ----------------------------------- |
| Educação                   | Sim                       |                            | Sim                                 |
| Habitação                  |                           | Sim                        | Sim                                 |
| Aplicações de Planeamento  |                           | Sim                        | Sim                                 |
| Planeamento Estratégico    | Sim                       |                            | Sim                                 |
| Planeamento de Transportes | Sim                       |                            | Sim                                 |
| Transporte de Passageiros  | Sim                       |                            | Sim                                 |
| Auto-estradas              | Sim                       |                            | Sim                                 |
| Bombeiros                  | Sim                       |                            | Sim                                 |
| Serviçoes Sociais          | Sim                       |                            | Sim                                 |
| Bibliotecas                | Sim                       |                            | Sim                                 |
| Lazer e Recreio            |                           | Sim                        | Sim                                 |
| Recolha de Resíduos        |                           | Sim                        | Sim                                 |
| Depósitos de Lixo          | Sim                       |                            | Sim                                 |
| Saúde Ambiental            |                           | Sim                        | Sim                                 |
| Cobrança de Receitas       |                           | Sim                        | Sim                                 |

## Entidades actuais
As autoridades unitárias podem, também, ter o estatuto de borough ou cidade, apesar desta característica não ter efeito nos seus poderes ou funções.
| Distrito                      | Autoridade local                              | Data de criação | Formado por                                                |
| ----------------------------- | --------------------------------------------- | --------------- | ---------------------------------------------------------- |
| Bath and North East Somerset  | Conselho de Bath and North East Somerset      | 1996            | O distrito passou a ter funções de condado                 |
| Bedford                       | Conselho do Borough de Bedford                | 2009            | O distrito passou a ter funções de condado                 |
| Blackburn with Darwen         | Conselho do Borough de Blackburn with Darwen  | 1998            | O distrito passou a ter funções de condado                 |
| Blackpool                     | Conselho de Blackpool                         | 1998            | O distrito passou a ter funções de condado                 |
| Bournemouth                   | Conselho do Borough de Bournemouth            | 1997            | O distrito passou a ter funções de condado                 |
| Bracknell Forest              | Conselho do Borough de Bracknell Forest       | 1998            | O distrito passou a ter as funções do condado de Berkshire |
| Brighton and Hove             | Conselho da Cidade de Brighton and Hove       | 1997            | O distrito passou a ter funções de condado                 |
| Bristolcerem                  | Conselho da Cidade de Bristol                 | 1996            | O distrito passou a ter funções de condado                 |
| Central Bedfordshire          | Conselho de Central Bedfordshire              | 2009            | O distrito passou a ter funções de condado                 |
| Cheshire East                 | Conselho de Cheshire East                     | 2009            | O distrito passou a ter funções de condado                 |
| Cheshire West and Chester     | Conselho de Cheshire West and Chester         | 2009            | O distrito passou a ter funções de condado                 |
| Cornwallcerem                 | Conselho de Cornwall                          | 2009            | O condado passou a ter funções de distrito                 |
| County Durhamcerem            | Conselho do Condado de Durham                 | 2009            | O condado passou a ter funções de distrito                 |
| Darlington                    | Conselho do Borough de Darlington             | 1997            | O distrito passou a ter funções de condado                 |
| Derby                         | Conselho da Cidade de Derby                   | 1997            | O distrito passou a ter funções de condado                 |
| East Riding of Yorkshirecerem | Conselho de East Riding of Yorkshire          | 1996            | O distrito passou a ter funções de condado                 |
| Halton                        | Conselho do Borough de Halton                 | 1998            | O distrito passou a ter funções de condado                 |
| Hartlepool                    | Conselho do Borough de Hartlepool             | 1996            | O distrito passou a ter funções de condado                 |
| Herefordshirecerem            | Conselho Herefordshire                        | 1998            | O distrito passou a ter funções de condado                 |
| Ilha de Wightcerem            | Conselho da Ilha de Wight                     | 1995            | O condado passou a ter funções de distrito                 |
| Kingston upon Hull            | Conselho da Cidade de Hull                    | 1996            | O distrito passou a ter funções de condado                 |
| Leicester                     | Conselho da Cidade de Leicester               | 1997            | O distrito passou a ter funções de condado                 |
| Luton                         | Conselho do Borough de Luton                  | 1997            | O distrito passou a ter funções de condado                 |
| Medway                        | Conselho de Medway                            | 1998            | O distrito passou a ter funções de condado                 |
| Middlesbrough                 | Conselho do Borough de Middlesbrough          | 1996            | O distrito passou a ter funções de condado                 |
| Milton Keynes                 | Conselho de Milton Keynes                     | 1997            | O distrito passou a ter funções de condado                 |
| North East Lincolnshire       | Conselho de North East Lincolnshire           | 1996            | O distrito passou a ter funções de condado                 |
| North Lincolnshire            | Conselho de North Lincolnshire                | 1996            | O distrito passou a ter funções de condado                 |
| North Somerset                | Conselho de North Somerset                    | 1996            | O distrito passou a ter funções de condado                 |
| Northumberlandcerem           | Conselho do Condado de Northumberland         | 2009            | O condado passou a ter funções de distrito                 |
| Nottingham                    | Conselho da Cidade de Nottingham              | 1998            | O distrito passou a ter funções de condado                 |
| Peterborough                  | Conselho da Cidade de Peterborough            | 1998            | O distrito passou a ter funções de condado                 |
| Plymouth                      | Conselho da Cidade de Plymouth                | 1998            | O distrito passou a ter funções de condado                 |
| Poole                         | Conselho do Borough de Poole                  | 1997            | O distrito passou a ter funções de condado                 |
| Portsmouth                    | Conselho da Cidade de Portsmouth              | 1997            | O distrito passou a ter funções de condado                 |
| Reading                       | Conselho do Borough de Reading                | 1998            | O distrito passou a ter as funções do condado de Berkshire |
| Redcar and Cleveland          | Conselho do Borough de Redcar and Cleveland   | 1996            | O distrito passou a ter funções de condado                 |
| Rutlandcerem                  | Conselho do Condado de Rutland                | 1997            | O distrito passou a ter funções de condado                 |
| Shropshirecerem               | Conselho de Shropshire                        | 2009            | O condado passou a ter funções de distrito                 |
| Slough                        | Conselho do Borough de Slough                 | 1998            | O distrito passou a ter as funções do condado de Berkshire |
| Southampton                   | Conselho da Cidade de Southampton             | 1997            | O distrito passou a ter funções de condado                 |
| Southend-on-Sea               | Conselho do Borough de Southend-on-Sea        | 1998            | O distrito passou a ter funções de condado                 |
| South Gloucestershire         | Conselho de South Gloucestershire             | 1996            | O distrito passou a ter funções de condado                 |
| Stockton-on-Tees              | Conselho do Borough de Stockton-on-Tees       | 1996            | O distrito passou a ter funções de condado                 |
| Stoke-on-Trent                | Conselho da Cidade de Stoke-on-Trent          | 1998            | O distrito passou a ter funções de condado                 |
| Swindon                       | Conselho do Borough de Swindon                | 1998            | O distrito passou a ter funções de condado                 |
| Telford and Wrekin            | Conselho do Borough de Telford and Wrekin     | 1998            | O distrito passou a ter funções de condado                 |
| Thurrock                      | Conselho de Thurrock                          | 1998            | O distrito passou a ter funções de condado                 |
| Torbay                        | Conselho de Torbay                            | 1998            | O distrito passou a ter funções de condado                 |
| Warrington                    | Conselho do Borough de Warrington             | 1998            | O distrito passou a ter funções de condado                 |
| West Berkshire                | Conselho de West Berkshire                    | 1998            | O distrito passou a ter as funções do condado de Berkshire |
| Wiltshirecerem                | Conselho de Wiltshire                         | 2009            | O condado passou a ter funções de distrito                 |
| Windsor and Maidenhead        | Conselho do Borough de Windsor and Maidenhead | 1998            | O distrito passou a ter as funções do condado de Berkshire |
| Wokingham                     | Conselho do Borough de Wokingham              | 1998            | O distrito passou a ter funções de condado                 |
| York                          | Conselho da Cidade de York                    | 1996            | O distrito passou a ter funções de condado                 |